# سيد تشاريس
كانت سيد تشاريس (بالإنجليزية: Cyd Charisse) (في الفترة من 8 مارس1922 حتى 17 يونيو 2008) ممثلة وراقصة أمريكية.
بعد شفائها من شلل الأطفال أثناء طفولتها، درست الباليه، ثم شاركت تشاريس في الأفلام في فترة الأربعينيات من القرن العشرين. كانت أدوارها في الغالب تركز على قدراتها كراقصة، واشتركت مع فريد أستاير (Fred Astaire) وجين كيلي (Gene Kelly)؛ ومن أفلامها غناء تحت المطر (Singin' in the Rain) (عام 1952) وعربة الفرقة (The Band Wagon) (عام 1953) وجوارب الحرير (Silk Stockings) (عام 1957). توقفت عن الرقص في الأفلام في أواخر الخمسينيات، ولكنها استكملت مشوارها التمثيلي في السينما والتليفزيون، وفي عام 1992 كان أول ظهور لها على خشبة برودواي.
في سنواتها الأخيرة، ناقشت تاريخ هوليوود الموسيقي في أفلام وثائقية، وشاركت في فيلم هذا هو الترفيه! الجزء الثالث (That's Entertainment! III) عام 1994. وقد حصلت على وسام الفنون والعلوم الإنسانية الوطني عام 2006.

## النشأة
ولدت تشاريس في أماريلو بولاية تكساس، وكان اسمها تولا إليس فينكليا (Tula Ellice Finklea)، ووالدتها هي ليلا (ني نوروود) (Norwood) ووالدها هو السيد إيرنست إينوس فينكليا (Ernest Enos Finklea) الذي كان يعمل جواهرجيًا. أُخذ اسمها المستعار "Sid" من موقف ما عندما كان أخوها يحاول نطق كلمة "Sis" التي تعني الشقيقة بالإنجليزية. (ونُطقت فيما بعد "Cyd" في مترو غولدن ماير ليعطيها طابعًا من الغموض.) كانت فتاة مريضة أخذت دروسًا في الرقص وهي بنت ست سنوات لتعيد بناء قوامها بعد شفائها من شلل الأطفال. في سن الثانية عشرة، درستالباليه في لوس أنجلوس مع أدولف بولم (Adolph Bolm) وبرونيسلافا نيجينسكا (Bronislava Nijinska)، وعندما كانت في الرابعة عشرة من عمرها، خضعت للاختبار وبعد ذلك رقصت في باليه روسي دي مونت كارلو في دور «فيليا سيدروفا» (Felia Siderova) وبعدها بفترة «ماريا إستومينا» (Maria Istomina).
أثناء جولتها الأوروبية، التقت مرة أخرى مع نيكو تشاريس (Nico Charisse)، وهو راقص شاب وسيم درس معها لفترة في لوس أنجلوس. تزوجها في باريس عام 1939. وأنجبا طفلًا يدعى نيكي (Nicky)، عام 1942.

## الحياة المهنية
أدى اندلاع الحرب العالمية الثانية إلى تفكك الزيجة، وعندما عادت تشاريس مرة أخرى إلى لوس أنجلوس، عرض عليها ديفيد ليتشين (David Lichine) دور الرقص في فيلم جريجوري راتوف (Gregory Ratoff) الذي كان يحمل اسمبداخلي شيء أريد أن أخرجه (Something to Shout About). وُجهت إليها أنظار مصمم الرقصات روبرت ألتون (Robert Alton)، الذي اكتشف أيضًا جين كيلي، وسرعان ما انضمت إلى وحدة فريد في شركة مترو غولدن ماير، حيث أصبحت راقصة باليه مترو غولدن ماير الدائمة. في أدوارها المبكرة، كان لها تصريحات تدعم فيها جودي غارلند (Judy Garland) عام 1946 في فيلمها بنات هارفي (The Harvey Girls).
وقد احتفلت تشاريس احتفالًا كبيرًا على الشاشة بشراكتها مع فريد أستاير وجين كيلي. ظهرت لأول مرة مع أستاير في دور قصير في فيلم حماقات زيجفيلد (Ziegfeld Follies) (الذي أُنتج عام 1944 وعرض عام 1946). وكان ظهورها الثاني معه في دور البطلة في عربة الفرقة (1953)، حيث رقصت مع أستاير في أدوارها القصيرة المشهودة في فيلم «رقص في الظلام» (Dancing in the Dark) وفيلم «فتاة الباليه هانت» (Girl Hunt Ballet).
لأن ديبي رينالدز (Debbie Reynolds) لم تكن راقصة متدربة، فقد اختار جين كيلي تشاريس لتشاركه في الباليه الخاتمي الشهير «برودواي ميلودي» من فيلم غناء في المطر (1952)، وشاركت كيلي البطولة عام 1954 في الفيلم الموسيقي الإسكتلندي بريجادون (Brigadoon). أُسند إليها دور البطولة مرة أخرى عند مشاركة كيلي في فيلمه الموسيقي قبل الأخير مع مترو غولدن ماير إنه دائما طقس معتدل (It's Always Fair Weather) (عام 1956).
في 1957، انضمت لأستاير في النسخة السينمائية من رواية جوارب الحرير، وهو النسخة الموسيقية المحدثة من قصة نينوتشكا (Ninotchka) التي تم نشرها في عام 1939، حيث جسدت تشاريس دور جريتا جاربو (Greta Garbo). في سيرته الذاتية، قدم أستاير التحية لتشاريز، حيث أطلق عليها لقب «الديناميت الجميل» كاتبًا: «إنها سيد! عندما ترقص معها، ستظل ترقص معها للأبد.»
أدت دورًا استثنائيًا في فيلم فتاة الحفلة (Party Girl)(عام 1958)، حيث لعبت دور فتاة استعراض تورطت مع مجموعة من رجال العصابات ومحامٍ غير شريف، على الرغم من ذلك فقد رقصت مرتين في الفيلم.
في سيرتها الذاتية، علقت تشاريس على تجربتها مع أستاير وكيلي قائلة: «باعتباري إحدى الفتيات القلائل اللاتي عملن مع هذين العبقريين في الرقص، فيمكنني عمل مقارنة عادلة. في رأيي، يعد كيلي هو مصمم الرقص الأكثر ابتكارًا من ذويه. حقق أستاير، بمساعدة هيرميس بان (Hermes Pan)، أرقامًا رائعة لنفسه ولشريكه. ولكن كيلي حقق أرقامًا كبيرة ولكن لحساب شخص آخر..... مع ذلك، أعتقد أن تناسق حركات أستاير كان أفضل من كيلي.....فقد كان لديه إحساس وإيقاع خارق. من ناحية أخرى، يُعد كيلي أقوى الاثنين. إذا ما قدرته، فسيقدرك.... وباختصار، يمكنني القول إنهما أعظم شخصيتين ظهرا على الشاشة في مجال الرقص على الإطلاق. إنها مثل المقارنة مقارنة بين التفاح والبرتقال. فكل منهما له طعمه اللذيذ.»
بعد تدني مستوى الموسيقى في هوليوود في أواخر فترة الخمسينيات من القرن العشرين، اعتزلت تشاريس الرقص ولكنها واصلت مشوارها في السينما والتلفزيون من فترة الستينيات حتى فترة التسعينيات. كان لها دور أساسي في فيلم حصلت عليه لأعطيه لك (Something's Got to Give) (عام 1962)، وهو فيلم مارلين مونرو (Marilyn Monroe) الأخير الذي لم تنته منه. وظهرت كضيفة شرف في فيلم فرقة بلو مارسيدس (Blue Mercedes) الذي كان يحمل اسم «أملي أن أصبح لك» (I Want to Be Your Property) (عام 1987)، كما ظهرت في مجموعة من الفيديوهات الموسيقية في سلسلة الأغاني «بخير» (Alright) لـ جانيت جاكسون (1990).
وكان ظهورها الأخير في عام 1994 في فيلم هذا هو الترفيه! الثالث، حيث جاءت في دور واحدة من رواة الشاشة التي لها تقديرها الخاص مع أفلامها الموسيقية العظيمة مع مترو غولدن ماير.

## الحياة الشخصية
تزوجت تشاريس من المغني توني مارتن من عام 1948 حتى وفاتها. واستمر زواجها منه لمدة 60 عامًا. كان زوج تشاريس الأول، الذي اختارت لقبه، وهو نيكو تشاريس (مارس 1906 – أبريل 1970)؛ وتزوجا من عام 1939 حتى 1947.
أنجبت طفلين، وهما نيكو «نيكي» تشاريس في زواجها الأول، وتوني مارتن، الابن (28 أغسطس 1950 - 10 أبريل 2011) من زوجها الثاني. أما ابنتها الشرعية، فهي ليف لينديلاند (Liv Lindeland)، التي كانت رفيقة اللعب للعام لمجلة بلاي بوي (Playboy) في عام 1972. وتعد الممثلة نانا فيسيتور (Nana Visitor)، بنت أختها.
 (Allan Warren)

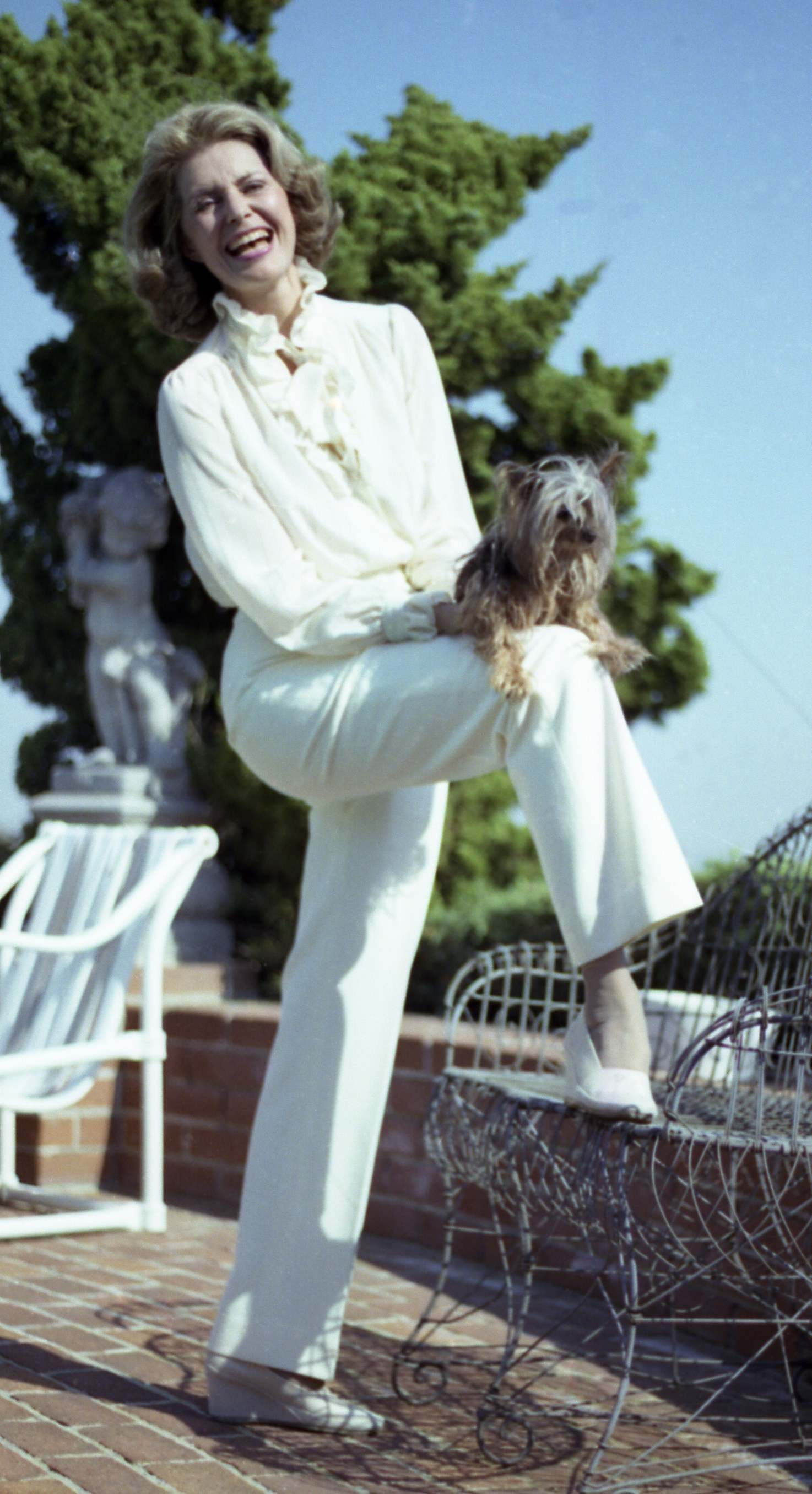
تشاريس عام 1987، لـ آلان وارين

كتبت تشاريس سيرة ذاتية مشتركة مع مارتن (وديك كلينر) (Dick Kleiner) بعنوان نحن الاثنان (The Two of Us) (عام 1976). دخلت موسوعة غينيس للأرقام القياسية عام 2001 تحت باب «أغلى ساقين»، إذ تمت الموافقة على بوليصة تأمين بمبلغ 5 ملايين دولار لساقيها عام 1952. وقد اشتهرت مترو غولدن ماير بالتأمين على ساقيها بمبلغ مليون دولار، ولكن اكتشفت تشاريس بعد ذلك أن ذلك كان أحد الاختراعات التي كانت تقصد بها مترو غولدن ماير الدعاية.
كانت ابنتها الشرعية شيلا تشاريس (Sheila Charisse) إحدى ضحايا تحطم الطائرة الأمريكية في رحلة رقم 191 عام 1979.
وفي عام 1990، عقب أفلامها المتماثلة مع زملائها في مترو غولدن ماير ديبي رينالدز وأنجيلا انسبري (Angela Lansbury)، أنتجت تشاريس فيديو الحركة إيزي إنيرجي شيب أب (Easy Energy Shape Up)، مع كبار المواطنين الناشطين.

## السنوات الأخيرة من حياتها ووفاتها
في الثمانينيات من عمرها، ظهرت تشاريس أمام الجمهور في بعض الأحيان وظهرت في أحيان أخرى في الأفلام الوثائقية مسلطةً الضوء على العصر الذهبي لهوليوود. ظهرت في برودواي لأول مرة عام 1992 في النسخة الموسيقية من جراند هوتيل (Grand Hotel)، حيث أدت دور راقصة الباليه اليزافيتا جروشينسكايا (Elizaveta Grushinskaya) الطاعنة في السن.
دخلت تشاريس مركز سيدارز سيناي الطبي (Cedars-Sinai Medical Center) في لوس أنجلوس في 16 يونيو 2008 بعد المعاناة الواضحة إثر نوبة قلبية. وتوفيت في اليوم التالي عن عمر يناهز 86 عامًا. بعد وفاتها، دُفنت في 22 يونيو 2008 في مقبرة هيلسايد ميموريال بارك، وهي مقبرة يهودية في كولفير سيتي، لوس أنجلوس، كاليفورنيا، بعد جنازة مسيحية برئاسة جاري آلان ديكي (Gary Allan Dickey)، القس الأكبر للكنيسة الميثودية المتحدة في ويستليك فيلاج.

## التكريم

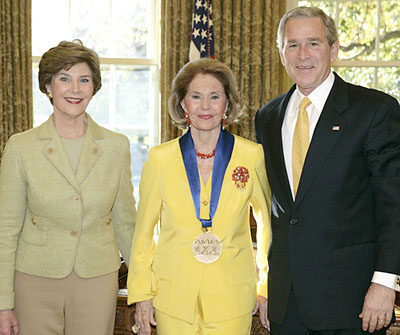
الحصول على وسام الفنون والعلوم الإنسانية الوطني عام 2006، صورة لبول مورس (Paul Morse)

في 9 نوفمبر 2006، في حفل التكريم الخاص في البيت الأبيض، منح الرئيس جورج دبليو بوش (George W. Bush) سيد تشاريس وسام الفنون والعلوم الإنسانية الوطني، وهو أعلى مرتبة شرفية رسمية في مجال الفنون في الولايات المتحدة.

## الشهادات
في مجموعتها «توزيا 1945» أشادت بها مصممة الأزياء مارسيلا كالفيت (Marcela Calvet)، حيث أطلقت على إحدى حقائب اليد الفاخرة اسم سيد تشاريس.

## الأعمال السينمائية
الأعمال البارزة:
- بداخلي شيء أريد أن أخرجه (1943)
- مهمة في موسكو (Mission to Moscow) (عام 1943)
- هتاف الآلاف (Thousands Cheer) (عام 1943)
- حماقات زيجفيلد (1945)
- بنات هارفي (1946)
- ثلاثة حمقاء حكماء (Three Wise Fools) (عام 1946)
- حتى تتلاشى الغيوم (Till the Clouds Roll By) (عام 1946)
- فايستا (1947)
- الرقصة التي لم تكتمل (The Unfinished Dance) (عام 1947)
- على الجزيرة معا (On an Island with You) (1948)
- تقبيل اللصوص (The Kissing Bandit) (عام 1948)
- كلمات وموسيقى (Words and Music) (عام 1948)
- الجانب الشرقي والجانب الغربي (1949)
- التوتر  (Tension) (عام 1950)
- علامة المتمرد (Mark of the Renegade) (عام 1951)
- غناء في المطر (1952)
- الشمال البري (The Wild North) (عام 1952)
- سمبريرو (Sombrero) (عام 1953)
- عربة الفرقة (1953)
- من السهل أن تحب (Easy to Love) (عام 1953) (ضيفة شرف)
- بريجادون (1954)
- راسخ في قلبي (Deep in My Heart) (عام 1954)
- إنه دائما طقس معتدل (It's Always Fair Weather) (عام 1955)
- لنلتق في لاس فيجاس (Meet Me in Las Vegas) (عام 1956)
- جوارب الحرير (1957)
- سحر الآلهة (Twilight for the Gods) (عام 1958)
- فتاة الحفلة (1958)
- الجوارب السوداء (Black Tights) (عام 1960)
- خمس ساعات ذهبية (Five Golden Hours) (عام 1961)
- أسبوعان في مدينة أخرى (Two Weeks in Another Town) (عام 1962)
- حصلت عليه لأعطيه لك (1962)، لم يُكتمل
- اغتيال في روما (Assassination in Rome) (عام 1965)
- أدوات الصمت (The Silencers) (عام 1966)
- ماروك 7 (Maroc 7)(عام 1967)
- صورة فيلم (Film Portrait) (عام 1973) (فيلم وثائقي)
- ون تون تون، هو الكلب الذي أنقذ هوليوود (Won Ton Ton, the Dog Who Saved Hollywood) (عام 1976)
- زعماء الحرب في أتلانتيس (Warlords of Atlantis) (عام 1978)
- فحص خاص (Private Screening) (عام 1989)
- هذا هو الترفيه! الثالث (1994)

الأعمال القصيرة:
- أغنية رومبا (Rhumba Serenade) (عام 1941)
- بومي (Poeme) (عام 1941)
- علمت أنه سيكون هكذا (I Knew It Would Be This Way) (عام 1941)
- هل أحد يتصل (Did Anyone Call?) (1941)
- سحر ماغنوليا (Magic of Magnolias) (عام 1942)
- هذا هو حبي (This Love of Mine) (عام 1942)
- الاحتفال المسرحي بأفلام الرسوم المتحركة عام 1995 (1995)

## الفيديوهات الموسيقية
- «أملي أن أصبح لك» لفرقة بلو مارسيدس (عام 1988)
- «بخير» أغنية لـ جانيت جاكسون (1990)

## وصلات خارجية
- سيد تشاريس على موقع IMDb (الإنجليزية)
- سيد تشاريس على موقع الموسوعة البريطانية (الإنجليزية)
- سيد تشاريس على موقع روتن توميتوز (الإنجليزية)
- سيد تشاريس على موقع ألو سيني (الفرنسية)
- سيد تشاريس على موقع ميوزك برينز (الإنجليزية)
- سيد تشاريس على موقع تيرنر كلاسيك موفيز (الإنجليزية)
- سيد تشاريس على موقع أول موفي (الإنجليزية)
- سيد تشاريس على موقع قاعدة بيانات برودواي على الإنترنت (الإنجليزية)
- سيد تشاريس على موقع قاعدة بيانات الأفلام السويدية (السويدية)
- سيد تشاريس على موقع إن إن دي بي (الإنجليزية)
- [<a href="http://home.mchsi.com/~cydfan/">http://home.mchsi.com/~cydfan/</a> The Cyd Charisse Appreciation Page]
- [<a href="http://www.famoustexans.com/cydcharisse.htm">http://www.famoustexans.com/cydcharisse.htm</a> Famous Texans site]
- [<a href="http://www.emmytvlegends.org/interviews/people/cyd-charisse">http://www.emmytvlegends.org/interviews/people/cyd-charisse</a> Archive of American Television]
- [<a href="http://legs.free.fr/">http://legs.free.fr/</a> Legs - A tribute to Cyd Charisse]
- [<a href="http://www.humorinthenews.com/cyd/">http://www.humorinthenews.com/cyd/</a> The Official Cyd Charisse Web Site]
- [<a href="http://film.virtual-history.com/person.php?personid=2319">http://film.virtual-history.com/person.php?personid=2319</a> Photographs and bibliography]
- [<a href="http://news.bbc.co.uk/go/rss/-/1/hi/entertainment/3516902.stm">http://news.bbc.co.uk/go/rss/-/1/hi/entertainment/3516902.stm</a> BBC obituary]
- [<a href="http://www.cbc.ca/arts/film/story/2008/06/17/cyd-charisse.html?ref=rss">https://web.archive.org/web/20080620210241/http://www.cbc.ca/arts/film/story/2008/06/17/cyd-charisse.html?ref=rss</a> CBC obituary]
- [<a href="http://www.foxnews.com/story/0,2933,368202,00.html">http://www.foxnews.com/story/0,2933,368202,00.html</a> FOX obituary]
- [<a href="http://www.nytimes.com/2008/06/18/arts/dance/18charisse.html">http://www.nytimes.com/2008/06/18/arts/dance/18charisse.html</a> NY Times obituary]

قالب:Dance